# H'Ăng Niê
H'Ăng Niê (sinh ngày 1 tháng 1 năm 1992) là một á hậu, người mẫu kiêm giám khảo chương trình Việt Nam. Cô là đại diện Việt Nam xuất sắc đạt ngôi vị Á hậu 2 tại cuộc thi Hoa hậu Siêu mẫu Thế giới 2018.

## Tiểu sử
H'Ăng Niê sinh ngày 1 tháng 1 năm 1992 tại Đắk Lắk, Tây Nguyên. Cô được biết đến khi tham gia nhiều cuộc thi sắc đẹp, người mẫu từ trong nước đến quốc tế

## Sự nghiệp

### Trong nước
Từ năm 2011 - 2017, cô tham gia nhiều cuộc thi sắc đẹp, người mẫu trong nước và đạt các thành tích như: Top 6 Hoa hậu Các dân tộc Việt Nam 2011 (đạt giải phụ Người đẹp có hình thể đẹp nhất), Top 18 Hoa hậu Các dân tộc Việt Nam 2013, Top 20 Người đẹp Phụ nữ thời đại qua ảnh 2014, Top 40 thí sinh tham gia vòng chung kết Hoa hậu Việt Nam 2014, Top 27 Siêu mẫu Việt Nam 2015 (đạt giải phụ Siêu mẫu có hình thể đẹp nhất), Top 45 thí sinh tham gia vòng chung kết Hoa hậu Hoàn vũ Việt Nam 2015, Top 36 thí sinh tham gia vòng chung kết Hoa hậu Việt Nam 2016, Top 15 Hoa hậu Đại dương Việt Nam 2017 Sau đó, cô cho biết nếu sắp xếp được thời gian và công việc, sẽ thử sức lần nữa tại Hoa hậu Việt Nam 2018 nhưng do bận nên cô đã không tham gia.
Đến năm 2018, cô tham gia và đạt giải Á quân 1 của cuộc thi Người mẫu Thời trang Việt Nam 2018

### Quốc tế
Sau khi đạt giải Á quân Người mẫu Thời trang Việt Nam, cô đại diện Việt Nam tham dự đấu trường quốc tế Hoa hậu Siêu mẫu Thế giới 2018 và đạt ngôi vị Á hậu 2 chung cuộc, đây là dấu mốc quan trọng trong sự nghiệp của cô.

## Thành tích
- Top 6 Hoa hậu Các dân tộc Việt Nam 2011
  - Giải phụ Người đẹp có hình thể đẹp nhất
- Top 18 Hoa hậu Các dân tộc Việt Nam 2013
- Top 40 thí sinh tham gia vòng chung kết Hoa hậu Việt Nam 2014
- Top 20 Người đẹp phụ nữ thời đại qua ảnh 2014
- Top 45 thí sinh tham gia vòng chung kết Hoa hậu Hoàn vũ Việt Nam 2015
- Top 27 Siêu mẫu Việt Nam 2015
  - Giải phụ Siêu mẫu có hình thể đẹp nhất
- Top 36 thí sinh tham gia vòng chung kết Hoa hậu Việt Nam 2016
- Top 15 Hoa hậu Đại dương Việt Nam 2017
- Á quân 1 Người mẫu Thời trang Việt Nam 2018
- Á hậu 2 Hoa hậu Siêu mẫu Thế giới 2018